# Estádio da Madeira
Das Estádio da Madeira  (auch bekannt als Estádio da Choupana) ist ein Fußballstadion in der portugiesischen Stadt Funchal auf der Insel Madeira. Es wurde 2000 mit einer Sitzplatztribüne mit einer Kapazität von 2500 Zuschauern erbaut. Seit dem Bau des Stadions spielt der Fußballverein Nacional Funchal, der früher im Estádio dos Barreiros beheimatet war, dort. Im Januar 2007 wurde eine weitere Sitzplatztribüne errichtet, so dass die Anlage nun 5586 Zuschauer fasst. Beide Tribünen befinden sich an den Längsseiten des Spielfeldes.